# Magog (persoon)

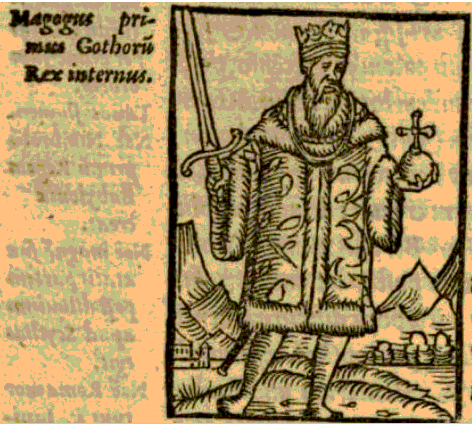
Illustratie van Magog in Historia de omnibus Gothorum Sveonumque regibus van Johannes Magnus

Magog (Hebreeuws: מגוג, ma-gog) was volgens de volkenlijst in Genesis 10 een zoon van Jafet.
De herkomst van de naam is onduidelijk; het zou een persoonsnaam kunnen zijn, een stam of een geografische entiteit (een land of stad). In Ezechiël 38 en 39 wonen de heidense volken van Magog in "het uiterste noorden" (38:15), metaforisch een aanduiding voor de woonplaats van duistere krachten, wat aansluit bij apocalyptische tradities.  Hierin komt Magog voor in de uitdrukking Gog en Magog (Openbaring 20:8).
Josephus noemde Magog een voorvader van de Scythen en volgens hem noemden de Grieken de Scythen Magogia.
Magog wordt in bepaalde christelijke kringen uitgelegd als het huidige Rusland, wat wordt gebaseerd op de afstamming van de Scythen. Ook kan het staan voor de Magyaren (Hongaren), die oorspronkelijk uit Scythië kwamen.